# (29401) Astérix
(29401) Astérix ist ein Asteroid des Hauptgürtels. Er wurde am 1. Oktober 1996 von Miloš Tichý und Zdeněk Moravec vom Kleť-Observatorium (IAU-Code 809) aus entdeckt.
Der Asteroid ist Mitglied der Koronis-Familie, einer Gruppe von Asteroiden, die nach (158) Koronis benannt ist.
Er wurde am 6. August 2003 nach der Comicfigur Asterix benannt; am selben Tag wurde mit (29402) Obélix auch ein Asteroid nach Obelix benannt.